# Gösta Bohman
Bo Gösta Bohman, född 15 januari 1911 i Hedvig Eleonora församling i Stockholm, död 12 augusti 1997 i Stockholm, var en svensk jurist och politiker. Han var moderatledare åren 1970–1981, Sveriges finansminister 8 oktober–24 november 1976 och ekonomiminister åren 1976–1978 och 1979–1981. Han var vidare juris kandidat och direktör samt riksdagsledamot åren 1958–1991.
Bohman bidrog till att moderaternas väljarstöd växte under hans tid som partiledare. Han blev en förebild för många moderata politiker, speciellt inom Moderata Ungdomsförbundet. Moderaternas framgångar i valen under 1970-talet bidrog till att stärka Bohmans ställning inom partiet.

## Biografi
Gösta Bohman var son till den småländske, frisinnade disponenten Conrad Bohman och hustrun Berta. Farfadern Carl Vilhelm Boman var bonde och lanthandlare, efter att ha varit masmästare liksom sin far Hans Johan Boman. Tidigare generation på Gösta Bohmans fädernelinje var torpare i Hjorteds socken. Under några år bodde familjen Bohman i Norge. Gösta Bohman tog 1930 studentexamen vid Östermalms läroverk.
Efter utbildning vid Svea artilleriregementes aspirantutbildning i Kristianstad, blev Bohman reservofficer 1932. Fyra år senare avlade Bohman juris kandidatexamen efter studier på juristprogrammet vid Stockholms högskola (nuvarande Stockholms universitet). Åren 1936–1939 fullgjorde Bohman sin tingstjänstgöring vid Södra Roslags häradsrätt. Efter avslutad tjänstgöring som andre tingsnotarie ryckte han in som löjtnant i det militära. Bohman befordrades under sin tjänstgöring till kapten. Familjen Bohmans liv under beredskapstiden skildras i boken I världskrigets skugga, vilken till övervägande del består av makarna Gunnel och Gösta Bohmans brevväxling från krigsåren.
År 1939 gifte sig Bohman med förste bibliotekarien i riksdagsbiblioteket Gunnel  Mossberg och fick med henne barnen Kajsa Lindståhl, Mia Bohman och tre andra. De skildes 1953, men gifte om sig 1960 och var gifta till hustruns död 1994.

### Stockholm och Handelskammaren
År 1939 blev han direktörsassistent vid Stockholms byggmästarförening. År 1942 valdes Bohman till tillförordnad borgarrådssekreterare vid stadsbyggnadsroteln åt stadsbyggnadsborgarrådet Yngve Larsson. Borgarrådet föreslog därefter Bohman som biträdande sekreterare i Stockholms handelskammare, en post han innehade åren 1942–1948. På denna post tog Bohman initiativ till en konferens om planfrågor 1943. År 1948 blev han vice verkställande direktör vid Stockholms handelskammare där han ansvarade för remissbesvarandet och frågor som priskontroll, markpolitik, distribution och lokalfrågor. Han var drivande i stadsplanefrågorna kring Norrmalmsregleringen och var emot många rivningar och alltför bilvänliga trafiklösningar. Hans arbete i dessa frågor gjorde att han aldrig blev verkställande direktör i Handelskammaren, som hellre ville ha smidiga relationer med Socialdemokraterna. Han var under sin tid på handelskammaren en drivande kraft i skapandet av Vällingby och Farsta centrum, omdaningen av Kungsträdgården, och i Stockholms Köpmannaförbund och köpmansklubb. Han hade även styrelseuppdrag i affärssammanslutningar som Näringslivets byggnadsdelegation 1956–1970. Han lärde vid sin tid där känna den blivande moderatledaren Yngve Holmberg.
År 1956 var det på förslag att lansera Bohman som riksdagskandidat för Högerpartiet inför 1956 års andrakammarval men Bohman stannade kvar vid handelskammaren. Mot slutet av 1950-talet blev han en av de vice ordförandena i Stockholmshögerns förbund.

### Riksdagsman
Vid det extra utlysta sommarvalet 1958 blev Bohman invald i andra kammaren för Stockholms stad. Vid inträdet i andra kammaren blev han suppleant inom både Statsutskottets femte avdelning och Bankoutskottet vilket var några av hans första riksdagsuppdrag. Åren 1961–1963 var Bohman ordförande i Stockholmshögerns förbund. År 1963 till 1965 var han suppleant i Europarådet och från 1965 var han ordinarie ledamot där. Efter valförlusten för högern i 1964 års andrakammarval höll han ett anförande med rubriken "Näringsliv och politik" för Stockholms Köpmannaklubb, där han vände sig mot pessimisterna. Han gjorde i detta anförande bland annat en analys av det svenska näringslivet och dess samhällsnytta. Han krävde därom en mer politiskt medveten och mindre samarbetsvillig attityd från näringslivets sida mot den socialdemokratiska regeringen. Han hänvisade till den mångårige Stockholmskorrespondenten för Düsseldorftidningen Handelsblatt, Kurt Neumann, som hade myntat begreppet "harpsundsdemokrati" efter 1964 års val. Neumann sade att den som sådan var socialdemokraternas strategi att isolera de borgerliga partierna. Han tillade också att regeringspartiet lyckats framstå som statsparti och inte få av dem som man tidigare trodde vara regeringspartiets motståndare "sind zu ihren besten Propagandisten geworden".

### Förste vice partiordförande
Han blev efter partiordföranden Gunnar Heckschers avgång 1965 förste vice partiordförande. Han blev ävenledes den siste ordföranden i riksdagens mäktiga statsutskott. Han blev av ordföranden för högerns valberedning, Bo Turesson, ombedd att ställa upp som förste vice ordförande; efter en viss tvekan rådfrågade han handelskammarens verkställande direktör Olof Leffler som rådde honom att acceptera. 

#### Remissdebatter 1965–1967
En av Bohmans första remissdebatter som Högerns gruppledare i Andra kammaren utspelades hösten 1965. Han kritiserade som gruppordförande statsrådet Palmes tal i Vietnamfrågan under sommaren 1965. Han sekunderades i denna kritik av folkpartisterna Bertil Ohlin och Sven Wedén. Statsminister Erlander och utrikesminister Nilsson gick till försvar för Palme. Palme själv gick till slut in i debatten och försvarade sitt tal. 
Under den första remissdebatten i januari 1966 frågade Bohman finansminister Gunnar Sträng om vad för sorts åtstramningsåtgärder denne tänkte vidta efter kommunalvalet samma år. Bohman efterfrågade i synnerhet en "paketlösning mot inflationen" och ett "förnuftigt skattesystem". Dessa enligt Bohman önskvärda åtgärder skulle hindra prisstegringar och stimulera sparandet. Vid den ekonomiska debatten i maj samma år kritiserade den vice högerledaren Erlanderregeringens penningpolitik. Han angrep dess bristande förmåga att "garantera penningarnas värde".
Vid remissdebatten i januari 1967 kritiserade Bohman regeringens analys av det internationella världsläget. Bohman gick till rätta med det i hans tycke regeringens felaktiga slutsats att göra en total omprövning av försvaret. Han påpekade bland annat Vietnamkriget och de "konvulsioner" som skakade Kina. Bohman och hans högerkollega Ivar Virgin hade i protest mot regeringens hållning i försvarsfrågan hoppat av försvarsutredningen. Högerledaren Holmberg meddelade dock senare att Bohman och Virgin skulle kvarstå i försvarsutredningen. 
I februari 1967 debatterades regeringens förslag till inkomsthöjningar för budgetåret 1967/68. Bohman beklagade i debatten att regeringspartiets och mittenpartiernas enighet om att området för skattelättnader var för tillfället mycket begränsat. Ohlin replikerade på detta inlägg att han fann det tillfredsställande att högern accepterat vissa skattehöjningar. Han delade även Bohmans förhoppningar att dessa inte skulle vara långvariga. Bohman svarade att högern inte hade gått ifrån den skattepolitik man tidigare hade hävdat utan enbart gjort en modifiering.

#### Debatt om investeringsbank 1967
Under våren 1967 hölls det också en debatt gällande den investeringsbank som skulle inrättas. Bohman och den konservative partiledaren Holmberg kritiserade den nya statliga banken i hårda ordalag. Bohman kallade det exempelvis för ett köttben till de radikala socialiseringsivrarna. Statsminister Erlander avvisade dock oppositionskritiken gällande Investeringsbanken. Han kom med genmälet att den nya banken var ytterligare ett frihetsgivande initiativ från socialdemokraternas sida. I mitten av september 1967 startade valrörelsen inför 1968 års andrakammarval i gång i smyg genom de debatter som hölls mellan socialdemokraterna och de borgerliga. Bohman själv debatterade med Gunnar Sträng. 

#### Debatten 1968
År 1968 var ett händelsefyllt år. I maj 1968 debatterades det i riksdagen angående de kravaller som skedde i händelse av den Davis Cup-match som skulle spelas mellan Sverige och Rhodesia. Den blivande moderatledaren kritiserade statsminister Erlander för att denne enligt Bohmans åsikt likställde vänner av lag och ordning med "reaktionärer". Under 1968 kritiserade Bohman regeringen för att vara eftergiven radikala och "högröstade opinioner" gällande vapenexporten till Latinamerika. 

#### Byte av partinamn
Efter valförlusten i andrakammarvalet 1968 bytte högern i januari 1969 namn till Moderata Samlingspartiet. Bohman motsatte sig till en början namnförslaget men godtog senare det hela. I samma veva bytte Holmberg till Andra kammaren, och Bohman fick 1970 Första kammaren på sin lott. Samma år blev han moderat gruppledare i Första kammaren.

#### Skatte- och rättsdebatt 1970
I remissdebatten i januari 1970 kritiserade Bohman Palmeregeringens "hemlighetsmakeri" gällande den nya skattereformen. Han efterlyste framför allt "öppenhet", och "samverkan" som han ansåg socialdemokraterna brukade "skryta" med. I en riksdagsdebatt i mars 1970 angående den stigande brottsligheten försvarade han "rättssamhällets ansvar för medborgarna till liv och egendom". Han kritiserade också "denna djupt antidemokratiska mentalitet" hos vissa samhällsgrupper som talade om "fred och frihet",  men som använde sig av våld.

#### Valförlusten 1970
Efter en ny valförlust i riksdagsvalet i september 1970 tappade många i partiet förtroende för partiledaren Yngve Holmberg, vilket gjorde att krav på Holmbergs avgång började höras.  Detta ledde till att Bohman blev motkandidat i en partiledaromröstning, som ägde rum vid en extra partistämma på Farsta gymnasium i Stockholm den 14 november 1970. Partistämman blev särdeles dramatisk. Nationalekonomen Staffan Burenstam Linder, av många politiska bedömare ansedd som en "up-and-coming" man inom politiken, fällde avgörandet genom att fastslå, att han med endast stor tvekan ville ingå i ett partipresidium under Yngve Holmberg. Med 132 röster mot Holmbergs 82 röster valdes Bohman till ny partiledare, vilket inledde en tid av valframgångar och klarare liberal profilering.

### Moderatledare
Tillsammans med de övriga medlemmarna i partipresidiet, nationalekonomen Staffan Burenstam Linder från Stockholm, den småländske lantbrukaren Eric Krönmark lyckades han få partiet på rätt köl igen efter de traumatiska Heckscher-Holmbergåren.  Dessa nedgångsår hade resulterat i valnederlag, medlemsflykt och interna stridigheter mellan mörkblå och ljusblå. Nedgångsåren hade också lett till dåligt skötta partikassor. Han hade i det arbetet god hjälp av först Bertil af Ugglas och sedan av Lars Tobisson som fungerade som partisekreterare under större delen av Bohmans partiledartid.

#### 1971–1973
År 1971 förklarade Bohman vid den första enkammarriksdagens öppnande att hans mål var att få bort regeringen Palme: "Valresultatet har klart bekräftat att majoriteten av väljarna uppfattar en samverkan mellan de tre icke – socialistiska partierna som ett realistiskt alternativ till fortsatt socialdemokratiskt maktinnehav". Vid finansdebatten i mars samma år kritiserade moderatledaren Palmeregeringens ekonomiska politik som han ansåg låg bakom Saco-konflikten. Han vädjade även till statsministern att inte fullfölja lockouten mot officerarna i försvarsmakten: "Det vittnar om ett sällsynt dåligt omdöme och bristande ansvarsmedvetande", ansåg Bohman. Vid samma finansdebatt menade Bohman att samhället präglades av motsättning, splittring och bristande framtidstro, vilket skulle avhjälpas genom en skattereform. Vid remissdebatten i november 1971 kritiserade moderatledaren Bohman ministären Palmes hållning i arbetslöshetsfrågan som han anklagade för att agera "med en sömngångares konsekvens" när det gällde att komma med ett krispaket. Han ansåg också att statsminister Palme hade monotont utnyttjat president Richard Nixon som ansvarig för den svenska arbetslösheten.[källa behövs] I en särskild presskonferens tillsammans med centerledaren Thorbjörn Fälldin och folkpartiledaren Gunnar Helén lade de tre borgerliga ledarna fram ett gemensamt politiskt program.
Vid den allmänpolitiska debatten i februari 1972 blev Bohman angripen av statsminister Palme. Regeringschefen anklagade moderatledaren för att vara reaktionär och att partiets frihetslidelse var endast ett resultat av dess förkärlek till det personliga ägandet. Bohman replikerade i sin tur att det allt starkare samhället begränsade människornas frihet. Vid riksdagens utrikes- och handelsdebatt i mars 1972 förespråkade Bohman medlemskap i den europeiska ekonomiska gemenskapen. Han tonade dock senare ner sin hållning till association med neutralitetsförbehåll. När det endast blev ett frihandelsavtal med industrivaror röstade dock moderaterna för det.
När de amerikanska julbombningarna av Hanoi 1972 kritiserades av statsminister Palme i synnerligen hårda ordalag, där denne jämförde dessa krigshandlingar med diverse nazistiska krigsförbrytelser, bland annat förintelselägret Treblinka, Sharpevillemassakern samt massavrättningarna i Katynskogen (som genomfördes av sovjetiska säkerhetstjänsten NKVD, men vid tillfället generellt betraktades som begånget av tyskarna) protesterade Bohman. Han menade därvid att statsministern hade uttryckt sig omdömeslöst. Bohman hade redan under miljökonferensen i Stockholm juni 1972 kritiserat Palme. Detta för Palmes indirekta kritik av USA:s påstådda miljökrig i Vietnam. Efter militärkuppen i Chile september 1973 antogs i oktober samma år ett gemensamt uttalande av Socialdemokraterna, Centerpartiet, Folkpartiet och Vänsterpartiet Kommunisterna som fördömde övergreppet mot den chilenska demokratin. Moderaterna avstod dock, och hänvisade till partiets uppfattning att regering och riksdag bedriver svensk utrikespolitik, samt till att Vänsterpartiet Kommunisterna hade skrivit under appellen. Man framhöll dock i ett eget uttalande att det från Sveriges sida var klart att säga ifrån att kuppen i Chile utgjorde ett brutalt övergrepp på demokratin.

#### Riksdagsvalet 1973
Vid riksdagsvalet 1973 gick Bohman tillsammans med Thorbjörn Fälldin och Gunnar Helén till attack bland annat mot Palmeregeringens ekonomi och näringspolitik. Det blev emellertid inget maktskifte eftersom folkpartiet tappade många väljare som gick över till moderaterna och centerpartiet. Eftersom valresultatet blev jämnt mellan bägge blocken, 175–175, blev regeringen Palme tvungen att bedriva en kompromisspolitik. De ingick därför kompromissuppgörelser med de borgerliga partierna i bland annat inflations- och arbetsmarknadsfrågorna. I riksdagen avgjorde lotten olika riksdagsärenden vid minst 18 tillfällen. Bohman ansåg detta parlamentariskt ovärdigt, och krävde nyval – ett krav han inte fick igenom, eftersom socialdemokraterna och folkpartiet fruktade ett sådant extraval.

### 1974–1976
Vid remissdebatten i januari 1974 gick han tillsammans med sina borgerliga partiledarkollegor till attack mot ett regeringsutspel om ett stimulanspaket på närmare tre miljarder kronor. Regeringen motiverade detta stimulanspaket med att det skulle öka sysselsättningen och köpkraften, som hade tagit skada av oljekrisen. Bohman, Fälldin och Helén krävde en tidsbegränsad sänkning av byggmomsen. Det var i detta sammanhang Bohman krävde nyval, vilket irriterade Palme och Helén.
I mars 1975 anklagade Bohman Palmeregeringen för att den enligt honom smygvägen tänkte införa republik. Han syftade på det faktum att ämbetsverk, regementen, beskickningar mm inte längre fick kallas för kungliga, samt att det stora riksvapnet skulle framställas som kungahusets privata symbol.
I ett tal i november 1975 uttryckte Bohman oro inför att den nya datortekniken på sikt ger möjlighet att övervaka och avlyssna all data- och teletrafik och skapa ett genomreglerat kontrollsamhälle.
I remissdebatten i januari 1976 gick Bohman och folkpartiledaren Per Ahlmark till attack mot vad de ansåg som socialistiska tendenser i regeringspolitiken. Han ansåg att Sverige inte skulle bli "experimentverkstad" för socialdemokraternas socialistiska opinion. Statsminister Palme replikerade att Bohman likt gångna tiders högerledare "svartmålade" arbetarrörelsen. I mars 1976 meddelade Bohman att moderaterna inte tänkte delta i de så kallade Haga III-överläggningarna, ett beslut taget därför att regeringen hade förhandlat fram ett skatteavtal med LO och TCO. I augusti 1976 angrep han vid den moderata valupptakten i Sundsvall den socialdemokratiska samhällssynen där "alla problem måste lösas med kollektiva medel". Han sade också att den svenska blandekonomin var på väg att avskaffas och att den enskilde medborgarens friheter beskärdes. 
I samma månad slog en politisk bomb ner. Vid en presskonferens som direktsändes i radion sade centerledaren Thorbjörn Fälldin att kärnkraften skulle vara avvecklad senast 1985. Bohman reagerade på detta med att säga att det inte var ett ultimatum och att det gick att resonera sig fram till en lösning. Några dagar senare höll Bohman ett valtal i Scandinavium i Göteborg. Han lade där fram ett tiopunktsprogram för en borgerlig regering efter riksdagsvalet. Bland kraven fanns bland annat löften om avbyråkratisering, stopp för höjda löneskatter samt andra pålagor. Han utlovade även decentralisering av makt till kommuner och landsting. 
Valet 1976 blev en framgång för moderaterna och man ökade från 14,3 % till 15,6 % samt fyra nya mandat vilket gjorde att man hade 55 mandat i riksdagen. Valnatten har Bohman själv beskrivit som hans livs gladaste natt när ungmoderater tågade till hans bostad på valnatten med svenska flaggan och sjöng nationalsången på gatan nedanför.

### 1976–1981
Regeringsförhandlingarna blev hårda. Moderatledaren med hjälp av Folkpartiledaren Ahlmark lyckades få Fälldin att gå med på en laddning av Barsebäck II, en eftergift som fick Palme att tala om svek. Bohman utsågs först till finansminister, men blev snart ekonomiminister efter uppdelandet av finansdepartementet i ett ekonomidepartement och ett budgetdepartement. 

#### Industrikrisen
År 1977 blev ett krisår inom svensk politik och ekonomi. Stål- och järnindustrin krisade på grund av den internationella svackan inom nämnda sektor. I Bohmans första finansplan i början av 1977 gjordes det klart att den svenska industrins kostnadsläge måste hållas nere. Detta skulle enligt Bohman återställa balansen i utrikesbetalningarna. I avvaktan av en bättre konjunktur skulle sysselsättningen upprätthållas genom stöd åt den inhemska efterfrågan. 
Finansdebatten i mars 1977 blev i vissa drag en återupprepning av tidigare debatt. Bohman hävdade att verkligheten skulle tvinga fram en kärvare ekonomisk politik. Han vädjade därmed om enighet emellan partierna. Detta kritiserades av socialdemokraterna, som ansåg att han ville ha S-stöd för att svika sina vallöften. I april samma år skrevs den svenska kronans värde ned med 6 %, lite senare samma månad presenterades regeringens åtstramningsprogram för stärkning av den svenska ekonomin och förbättring av bytesbalansen. Bland åtgärderna som presenterades kunde man hitta prisstopp och höjning av mervärdesskatten. Den kompletteringsbudget som presenterades av Bohman och Mundebo i maj 1977 innehöll utlovade statliga besparingar på cirka 700 miljoner. Det förutskickades också stark återhållsamhet med statsutgifterna, samt höga skatter och avgifter. 
I augusti 1977 lade regeringen genom ekonomiminister Bohman sitt stimulanspaket för att stödja exportindustrin. Stimulanspaketet skulle även enligt regeringen förhindra företagsnedläggelser och arbetslöshet. Den skulle därtill även hejda inflationen. Man skrev också ned värdet på kronan med 10 % och lämnade den så kallade valutaormen. Andra åtgärder var sänkningen av den allmänna arbetsgivaravgiften med 2 % och allmänt prisstopp.

#### Regeringskrisen 1978
I finansplanen 1978 konstaterade Bohman att den ekonomiska politiken under 1977 blev en besvikelse, och i likhet med budgetminister Mundebo vågade han hoppas på några större förbättringar. I en interpellationsdebatt i mars detta år hotade oppositionsledaren Palme att ställa misstroendevotum på grund av vad han kallade för regeringens brist på energipolitik. Vid finansdebatten i mars 1978 gick Bohman till attack mot socialdemokraternas löntagarfondsförslag. Det fick Palme att undra om Bohman talade å hela regeringens vägnar. Fälldin och Ahlmark replikerade att förslaget inte hade diskuterats inom regeringen. I slutet av denna månad krävde Socialdemokraterna att Riksdagen riktade anmärkning mot Bohman, detta grundat på dennes så kallade "lösmynthet" i samband med devalveringen i augusti 1977. I april 1978 presenterades den reviderade budgeten och finansplanen för 1978 till 1979. Bohman deklarerade däri att balans med omvärlden inte kunde förväntas förrän en bit in på 1980-talet. I augusti 1978 sade Gösta Bohman att de borgerliga partierna inte kunde gå till val 1979 utan ett enigt energibeslut. I samma månad kom en moderat rapport som förespråkade svenskt medlemskap i EG, vilket Bohman dock tog avstånd ifrån. 
Regeringskris uppstod och trepartiregeringen avgick i oktober 1978 på grund av oenighet om kärnkraftsfrågan, eftersom Folkpartiet och Moderaterna motsatte sig en folkomröstning i frågan trots att man utlovat en sådan i regeringsförklaringen.

#### Folkpartiregeringen
Folkpartiledaren Ola Ullsten var inte intresserad av att låta sitt parti regera ensamt med Moderaterna, som han ansåg stå för långt ut på högerkanten. Därtill lovade oppositionsledaren Olof Palme Ullsten att Socialdemokraterna skulle lägga ner sina röster gentemot en ren folkpartiregering. Folkpartiledaren kunde därmed bilda en folkpartiregering med det minsta parlamentariska underlaget sedan 1920-talet. Vid den första allmänpolitiska debatten efter den första Fälldinregeringens fall hänvisade Bohman till det faktum att Riksdagen fortfarande hade en borgerlig majoritet, och varnade Ullsten för att närma sig Socialdemokraterna. Vid den följande moderata partistämman i Göteborg omvaldes Bohman för en ny treårsperiod. I sitt avslutningstal vid partistämman pläderade han för sänkta marginalskatter, stopp för kommunala skattehöjningar, och vårdnadsbidrag för små barn. Han betonade också nyttan av borgerlig samling i Riksdagsvalet 1979. Han påminde därtill att alternativet till denna regeringskoalition var ett Socialdemokratiskt partimonopol.

#### Valrörelsen 1979
I mars 1979 hölls Riksdagens utrikesdebatt, där ansåg Bohman att på grund av Vietnams invasion av Kambodja, skulle biståndet till Vietnam skäras ner. Detta avvisade dock utrikesminister Hans Blix och oppositionsledaren Palme med andra talare som understöd. 
Vid vårens allmänpolitiska debatt pläderade Bohman för en stramare finanspolitik och varnade för det socialdemokratiska förslaget om den så kallade "promsen". Kärnkraftsfrågan, som hade splittrat Fälldins första regering, fick en ny dramatisk vändning efter olyckan vid kärnkraftverket i Harrisburg, USA. Palme gjorde en helomvändning i kärnkraftsfrågan och förordade nu folkomröstning. Bohman, i likhet med Fälldin och Ullsten, förklarade sitt stöd för förslaget.
Vid valet 1979 blev Moderaterna för första gången sedan 1958 största borgerliga parti. Efter valsegern deklarerade Bohman att det måste bli ett slut på skrämselförsöken med "det så kallade högerspöket". Han förklarade därefter att Moderaterna skulle fortsätta driva kravet på sänkta marginalskatter. Den borgerliga valframgången ledde till att Fälldin i oktober 1979 kunde bilda sin andra trepartiregering med Bohman för andra gången som ekonomiminister, men även Ullsten återkom som minister.

#### Ekonomisk kris och kärnkraftsfrågan 1980–1981
I den finansplan som Bohman lade fram i januari 1980 framhöll han att uppgiften att återställa bytesbalansen under flera år skulle komma att sätta gränser för landets ekonomisk-politiska handlingsfrihet. 
I mars 1980 hölls kärnkraftsomröstningen. Linje 1 som bland annat var stödd av näringslivet och Bohmans eget parti fick bara 18,9 %. Vinnaren blev istället den av socialdemokraterna och Folkpartiet stödda Linje 2 som fick 39,1 % mot Linje 3 som fick 38,1 %. 
I september 1980 lade regeringen fram en sparplan på sju miljarder. Bohman deklarerade att man måste arbeta på med samma sparmål åtminstone tre år till, och att det skulle ta hela 1980-talet att komma tillrätta med det stora underskottet i bytesbalansen.  
I december 1980 lade regeringen fram en räddningsplan för NCB, trots att Bohman till en början ville att företaget skulle sättas i konkurs. Detta betydde att staten gick in med 300 miljoner i ägarkapital, och med 100 miljoner i lån för en rekonstruktion av företaget. 
I april 1981 gjorde de mittenorienterade regeringspartierna upp med Socialdemokraterna om en sänkning av marginalskatterna vid den underbara natten utan medverkan med Moderaterna. Bohman fann detta vara i det underbaraste laget och avgick ur regeringen med de övriga moderata statsråden den 5 maj.

### Efter 1981

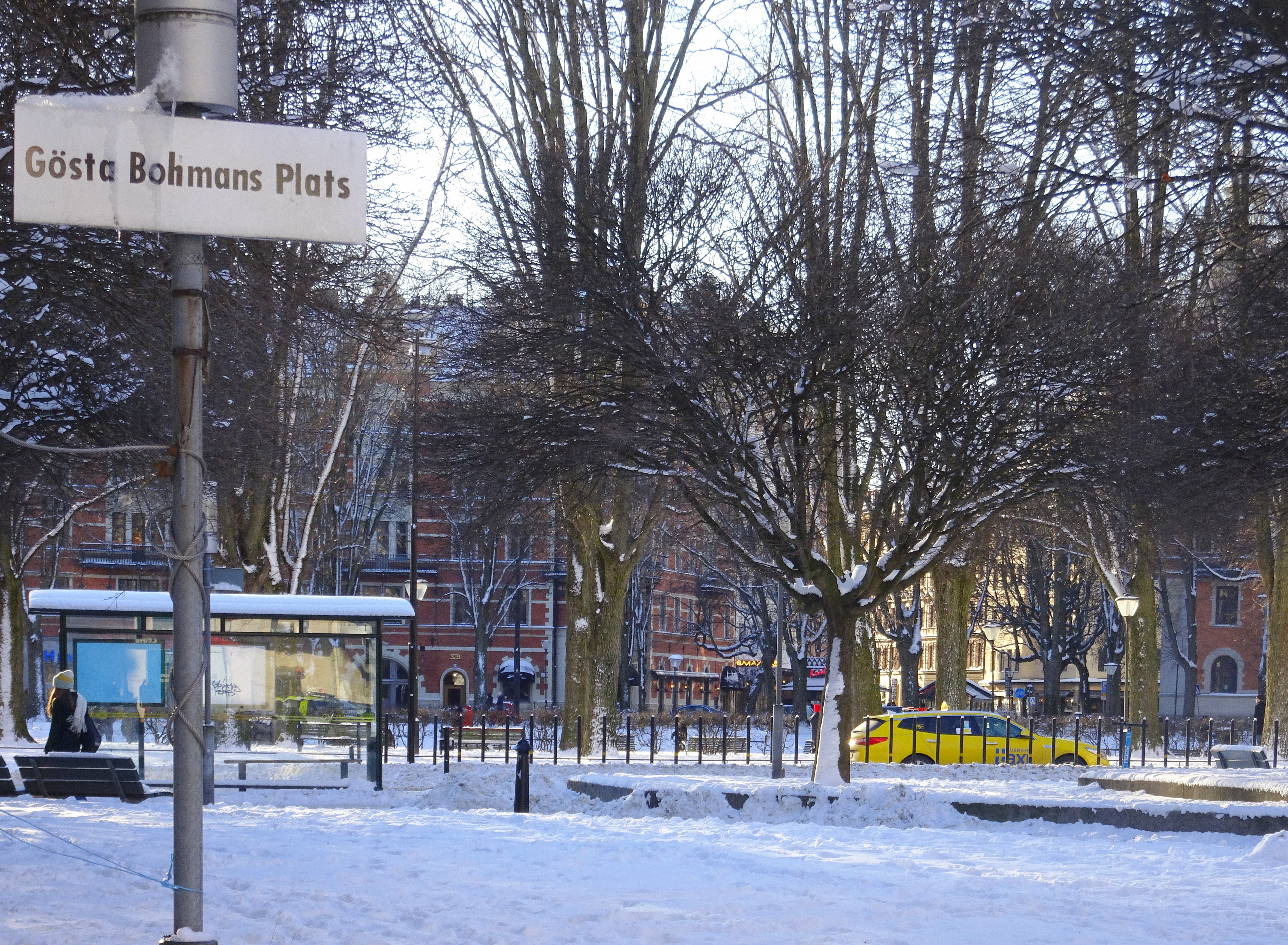
Gösta Bohmans plats med Karlaplan i bakgrunden, januari 2021.

I oktober 1981 avgick Bohman som partiledare, han ersattes av förre borgarrådet och kommunikationsministern Ulf Adelsohn. Han gav följande råd till sin efterträdare: "Var ödmjuk! Lyssna på andra! Var dig själv!". Han kvarstod dock som Moderaternas gruppledare och talesman i riksdagen eftersom Adelsohn inte hade något riksdagsmandat. Bohman hade sitt riksdagsmandat kvar och skrev under de närmaste åren ner sina politiska memoarer Så var det (1983) samt Maktskifte (1984). Vid den moderata partistämman i november 1990 som hölls i Linköping tilldelades han Arvid Lindmanmedaljen av den dåvarande moderatledaren Carl Bildt, som hade blivit Bohmans svärson efter giftermålet med dennes dotter Mia 1984. Bohman lämnade riksdagen först 1991.
År 1994 avled hustrun i Alzheimers sjukdom; sjukdomstiden skildrades av Bohman i boken Sagan om Gunnel (1990). År 1997 avled Gösta Bohman själv efter att ha varit sjuk en längre tid. Jordfästningen sköttes av den dåvarande domprosten i Stockholms stift Caroline Krook. Hans sista vila är på Rådmansö kyrkogård, öster om Norrtälje i Uppland.
Gösta Bohmans plats invigdes den 5 juni 2009 vid Fältöversten nära Karlaplan på Östermalm i Stockholm.

## Bohmanpriset
Gösta Bohmans fond för idédebatt delar sedan 2003 ut ett Bohmanpris. Priset är avsett för personer som anses ha gjort "särskilda insatser i den liberala och konservativa idédebatten i Gösta Bohmans anda, med tonvikt på frågor som rör demokrati, rättsstat och marknadsekonomi". Sedan 2003 har priset tilldelats följande personer:
- 2003 – Nils Karlson
- 2004 – Gunnar Strömmer
- 2005 – Maciej Zaremba
- 2007 – Sofia Nerbrand
- 2009 – Dick Kling
- 2010 – Martin Borgs
- 2011 – Hans L Zetterberg
- 2012 – Mats Johansson
- 2014 – Per Gudmundson
- 2015 – Alice Teodorescu
- 2019 – Olof Ehrenkrona

## Utmärkelser
- Kommendör av Nordstjärneorden, 6 juni 1969.[13]
- Kommendör av Vasaorden, 6 juni 1964.[14]

## I populärkulturen
Flera musiker och musikgrupper har omnämnt Gösta Bohman i sina låtar. Bengt Sändhs och Finn Zetterholms skiva Folklår, våra allra fulaste visor inleds med låten "Rullan går på G. Bohmans vind", vilken anspelar på Gösta Bohman och han omnämns i rockbandet Motvinds låt "Jo, jo, ja, ja" (1977), vilken skarpt kritiserar den dåvarande borgerliga regeringen. Punkbandet Rävjunk gav 1979 ut singeln "Bohman, Bohman" som dock bannlystes från radio och TV och punkbandet KSMB nämnde partiet och Bohman vid namn i flera låtar, bland annat i "Adolf" och "But, We Have No Bananas!".
Eddie Meduza har gjort en låt som heter "Rösta på Gösta", som var Moderaternas slogan på valaffischerna 1976 och Carisma Kaos gjorde en låt som hette "Vem sköt Gösta Bohman?" där de spekulerade i ifall Bohman representerade en del av fascismen.
Anders F Rönnblom nämner Gösta Bohman i en rad i sången "Sjättenovemberkänslan" från albumet "Vit Flagg" 1981. Strofen går: "Tror man Gösta Bohman ska man slåss och vara glad / men säg mig hur det känns?"
Den humoristiskt experimentella elektronmusikensemblen Fiskebåtarna gav 1989 ut låten "Gösta Bohman har byggt en koja i sitt vardagsrum". Låten har nonsenstext, och det eventuella politiska budskapet är oklart.